# Giovanni Maria Nanino
Giovanni Maria Nanino (Vallerano, Tívoli, 1540 a 1544 - Roma, 11 de març de 1607) fou un compositor italià. D'aquest autor s'han publicat motets a tres i cinc veus, madrigals, cançons a tres veus i salms a vuit veus, etc. obres que el situen entre els principals representants de l'estil palestrinià.
Estudià contrapunt a Roma amb Claude Goudimel, i en el seu poble nadiu exercí de mestre de capella. Cridat a Roma el 1571 per desenvolupar el mateix càrrec en l'església de Santa Maria Major, aviat aconseguí gran renom, i amb l'ajuda del seu germà Giovanni Bernardino Nanino, i de Giovanni Pierluigi da Palestrina, fundà una Acadèmia de música, que més tard assolí molta prosperitat, tenint deixebles de renom com Pier Francesco Valentini i Francesco Foggia. El 1577 Nanino fou nomenat corista de la Capella Sixtina.